# Laurence Professor of Classical Archaeology
Der Laurence Professor of Classical Archaeology an der Universität Cambridge ist eine Professur, die am 5. Dezember 1930 neben anderen akademischen Positionen aufgrund einer Stiftung aus dem Nachlass des Klassischen Philologen, Juristen und Richters Sir Perceval Maitland Laurence eingerichtet wurde. Eine weitere Professur aus dieser Stiftung ist der Laurence Professor of Ancient Philosophy.

## Bisherige Laurence Professors of Classical Archaeology
- Arthur Bernard Cook (1931–1934)
- Alan John Bayard Wace (1934–1944)
- Arnold Walter Lawrence (1944–1951)
- Jocelyn Mary Catherine Toynbee (1951–1962)
- Robert Manuel Cook (1962–1976)
- Anthony McElrea Snodgrass (1976–2001)
- Martin Millett (seit 2001)